# Quadro de medalhas dos Jogos Olímpicos de Inverno de 1948
Este é o quadro de medalhas dos Jogos Olímpicos de Inverno de 1948, realizados em St. Moritz, Suíça. O ordenamento é feito pelo número de medalhas de ouro, estando as medalhas de prata e bronze como critérios de desempate em caso de países com o mesmo número de ouros. Se, após esse critério, os países continuarem empatados, posicionamento igual é dado e eles são listados alfabeticamente. Este é o sistema utilizado pelo Comitê Olímpico Internacional.
| Ordem | País               | Medalha de ouro | Medalha de prata | Medalha de bronze |    |
| ----- | ------------------ | --------------- | ---------------- | ----------------- | -- |
| 1     | NOR Noruega        | 4               | 3                | 3                 | 10 |
| 1     | SWE Suécia         | 4               | 3                | 3                 | 10 |
| 3     | SUI Suíça          | 3               | 4                | 3                 | 10 |
| 4     | USA Estados Unidos | 3               | 4                | 2                 | 9  |
| 5     | FRA França         | 2               | 1                | 2                 | 5  |
| 6     | CAN Canadá         | 2               |                  | 1                 | 3  |
| 7     | AUT Áustria        | 1               | 3                | 4                 | 8  |
| 8     | FIN Finlândia      | 1               | 3                | 2                 | 6  |
| 9     | BEL Bélgica        | 1               | 1                |                   | 2  |
| 10    | ITA Itália         | 1               |                  |                   | 1  |
| 11    | TCH Checoslováquia |                 | 1                |                   | 1  |
| 11    | HUN Hungria        |                 | 1                |                   | 1  |
| 13    | GBR Grã-Bretanha   |                 |                  | 2                 | 2  |
| TOTAL | TOTAL              | 22              | 24               | 22                | 68 |

## Referência
- Quadro de medalhas - St. Moritz 1948, página do Comitê Olímpico Internacional